# Morska pot v Indijo
Morska pot v Indijo iz Evrope okoli Afrike na indijsko podcelino in začimbnih otokov Indokine (Moluki), zato se imenuje tudi Začimbna pot. Vzpostavljena je bila v 16. stoletju, ko so jo v poznem 15. in začetku 16. stoletja odkrili portugalski raziskovalci. Bila je ena zadnjih trgovskih poti, zlasti v pomorski trgovini Indijskega oceana, Rdečega morja in Mediterana na eni strani in karavanskih poti skozi Azijo na drugi strani, ki niso bile pod nadzorom islamskih vladarjev. Razvoj te morske poti je odprl še nekaj krščanskim državam Evrope možnost neposrednega trgovanja z Azijo in doseganje visokih dobičkov ter kolonialno ekspanzijo Evrope v naslednjih stoletjih.
Projekt je zasnoval že Juan II. Portugalski kot ukrep za zmanjšanje stroškov trgovanja z Azijo, v poskusu, da monopolizira trgovino začimb. Projekt v času njegovega vladanja ni uspel, dokončal ga je njegov naslednik Manuel I., ko je imenoval Vasco da Gama za vodjo ekspedicije. Dne 8. julija 1497 se je ekspedicija končala z dobro novico o odkritju, dve leti po izplutju ladje Berrio iz izliva reke Tajo. 

## Potek
Pot je sprva vodila iz Lizbone do Rta dobrega upanja na vzhodu Afrike in Arabskega morja do Goe, Calicut in Kochi na obali Malabar v zahodni Indiji. Od tam ob obalah Indije in Cejlona okoli Bengalskega zaliva skozi Melaški preliv, na Sundsko in Bandsko morje do začimbnih otokov, zlasti Ambon, Ternate in Tidore

## Trgovsko blago
Na novih trgovinskih poteh so prevažali začimbe, kot so poper, klinčki, muškatni orešček in cimet, ki so imele v Evropi v srednjem veku in zgodnjem modernem obdobju veliko vrednost, saj so bile nujno potrebne, ne samo za začinjanje hrane, temveč tudi kot konzervansi in podlaga za zdravila. Drugi proizvodi so bili mira in kadilo.

## Iskanje poti
Leta 1291 sta brata Vivaldi iz Genove v poskušala najti morsko pot do Indije . Uspešni so bili 200 let kasneje, ko je na pobudo portugalskega princa Henrika Pomorščaka, Vasco da Gama leta 1498 zaključil s potovanjem in to pot odkril. Portugalci so v trgovanju zamenjali beneške, indijska, perzijske, arabske in turške trgovce. Skupaj z visokimi tarifami, ki so jih uvedli v Otomanskem cesarstvu, so imeli ti posredniki začimb v Evropi izredno visoke cene. Ukinjanje trgovskega monopola Benečanov, Turkov in Arabcev v trgovini z začimbami, so te v Evropi postale bolj cenovno ugodne, kar je dvignilo povpraševanje in ponudbo.
Med letoma 1506 in 1570 je v Indiji sedela portugalska krona in s pomočjo Casa da India zagotavljala uradni kraljevi monopol na ves uvoz in prodajo začimb. Ta trgovinski monopol je bil dobičkonosen in je okrepil kapital in posojilne sposobnosti portugalske države. Nadzor poti je omogočil Portugalcem ustanovitev številnih trgovskih mest, tovarn in utrdb vzdolž celotne poti in jim omogočila precej razširiti imperij. Poleg tega so nadzorovali trgovino, ne le z Indijo, ampak tudi z jugovzhodno Azijo, Kitajsko in Japonsko. V času največje moči je imela Portugalska popoln nadzor nad Indijskim oceanom.
Odkritje in razvoj ekonomsko ugodne morske poti je povzročilo nazadovanje trgovanja na starih kopenskih poteh v Aziji, kot so Svilna cesta ali pot kadila.

## Začimbna pot in evropska širitev
Leta 1580 se je Portugalska združila v personalno unijo s Španijo. V tistem času so Nizozemci bojevali 80-letno vojno za neodvisnost proti španski kroni. Njihovi napadi so bili od poznega 16. stoletja tako usmerjeni tudi proti Portugalski. Postopoma so nizozemska trgovska podjetja osvojila najpomembnejše portugalske panoge v vzhodni Aziji, kot je Nizozemska vzhodnoindijska družba in prinesla začimbno pot pod njihov nadzor. Njihova najpomembnejše končne točke so bili Batavia (danes Džakarta) in Antwerpen, kasneje Amsterdam.
Zaradi visokih pričakovanj o dobičku iz čezmorske trgovine od začetka 16. stoletja, so tudi druge evropske države, kot so Portugalska, Španija, Anglija, Nizozemska in Francija, začele delovanje ali spodbujale odprave in kolonialne projekte. Tako je bil razvoj začimbne poti izhodišče za evropsko širitev in kolonizacijo nadaljnjih področij na Zemlji.